# كركية
الكُرْكِيَّات أو الكُرْكِيَّة (الاسم العلمي: Gruidae) هي فصيلة من الطيور تتبع رتبة كركيات الشكل من طائفة الطيور. يسمى الواحد من أفراد هذه الفصيلة بالكُرْكِي أو الرَهْو أو الغُرْنوق.

## أسر
- كركياوات
- كركياوات متوجة

## أجناس
- الكركي Grus
- الكركي المتوج Balearica
- الكركي السيبيري Leucogeranus
- كركي ساروس Antigone